# Epidendrum cooperianum
Epidendrum cooperianum är en orkidéart som beskrevs av James Bateman. Epidendrum cooperianum ingår i släktet Epidendrum och familjen orkidéer. Inga underarter finns listade i Catalogue of Life.

## Bildgalleri

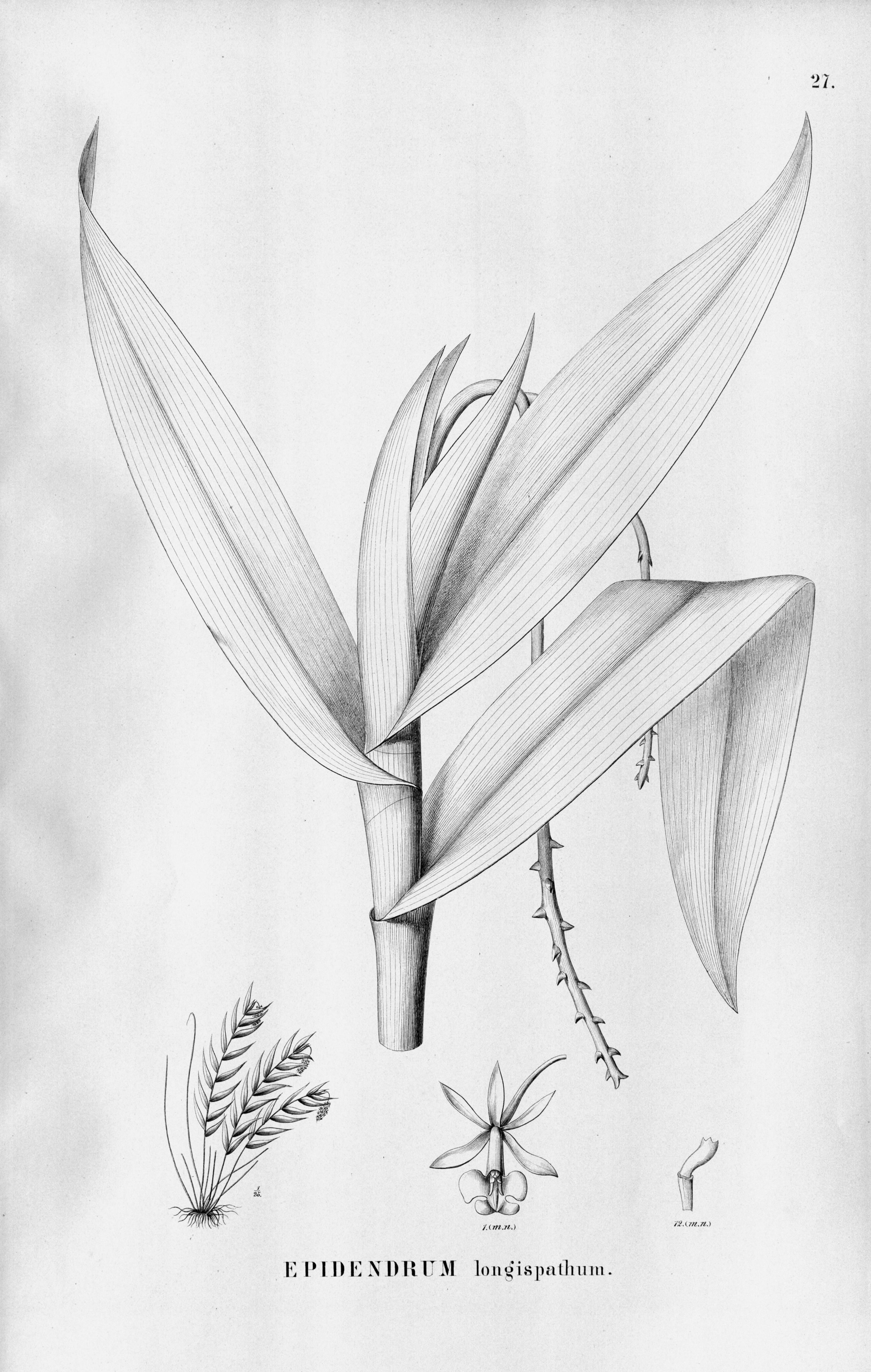